# فردرسدورف-فوگلسدورف
فردرسدورف-فوگلسدورف (به آلمانی: Fredersdorf-Vogelsdorf) یک شهر در آلمان است که در مرکیش-اودرلند واقع شده‌است. فردرسدورف-فوگلسدورف ۱۲٬۵۴۹ نفر جمعیت دارد.